# Ніколаєв Валентин Володимирович
Валенти́н Володи́мирович Нікола́єв (нар. 6 квітня 1924, Долино-Кам'янка, СРСР — пом. 31 жовтня 2004, Ростов-на-Дону, Росія) — радянський борець класичного стилю, дворазовий чемпіон СРСР з греко-римської боротьби, Олімпійський чемпіон 1956 року, Чемпіон світу 1955 року. Заслужений майстер спорту СРСР (1955), Заслужений тренер РРФСР.

## Життєпис
Валентин Ніколаєв народився у селі Долино-Кам'янка, що на Кіровоградщині. спортом почав займатися у 1945 році. Три роки потому закінчив Ростовський інститут інженерів залізничного транспорту. Першу значну перемогу одержав у 1951 році на Всесвітньому фестивалі молоді та студентів у Берліні. Згодом Ніколаєв ще двічі ставав переможцем на подібних змаганнях — у 1953 та 1955 роках. Крім того, на усіх цих фестивалях він був прапороносцем.
У 1955 році Валентин Ніколаєв вперше взяв участь у Чемпіонаті світу з боротьби і одразу ж приніс «золото» до скарбниці радянської збірної. Наступного року він перевершив своє досягнення, ставши на літніх Олімпійських іграх у Мельбурні найсильнішим борцем у ваговій категорії до 87 кг. За цю перемогу Ніколаєва було нагороджено Орденом Трудового Червоного Прапора. Окрім греко-римської боротьби брав участь у змаганнях з вільної боротьби та самбо, десять разів ставав чемпіоном РРФСР з цих видів спорту.
Після завершення кар'єри борця, Ніколаєв став тренером. Підготував велику кількість яскравих спортсменів, за що був удостоєний почесного звання Заслужений тренер РРФСР. Під час роботи в Німеччині був несправедливо засуджений за контрабанду, провів у місцях позбавлення волі 3 роки. Як з'ясувалося пізніше, причиною збудження справи став наклеп через бажання отримати посаду Валентина Володимировича. У 2000 році Ніколаєва було нагороджено почесним знаком «За заслуги в розвитку фізичної культури та спорту».
Валентин Ніколаєв помер 31 жовтня 2004 року в Ростові-на-Дону. Похований на Північному кладовищі. Його іменем у місті названо спеціалізований Палац спорту.

## Літні Олімпійські ігри 1956
| Спортсмен         | Категорія | 1 раунд                    | 2 раунд                  | 3 раунд                  | 4 раунд                     | Місце |
| Спортсмен         | Категорія | Суперник Результат         | Суперник Результат       | Суперник Результат       | Суперник Результат          | Місце |
| ----------------- | --------- | -------------------------- | ------------------------ | ------------------------ | --------------------------- | ----- |
| Валентин Ніколаєв | до 87 кг  | Сіраков (BUL) Перемога 3-0 | Ковач (HUN) Перемога 3-0 | Лахті (FIN) Перемога 3-0 | Нільссон (SWE) Перемога 3-0 | 1     |

## Досягнення
- Заслужений майстер спорту СРСР (1955)
- Заслужений тренер РРФСР
- Олімпійський чемпіон (1): 1956
- Чемпіон світу з боротьби (1): 1955
- Переможець Всесвітнього фестивалю молоді та студентів (3): 1951, 1953, 1955
- Чемпіон СРСР з боротьби (2): 1952, 1954
- Срібний призер чемпіонату СРСР з боротьби (4): 1953, 1957, 1958, 1959
- Бронзовий призер чемпіонату СРСР з боротьби (1): 1950

Державні нагороди
- Орден Трудового Червоного Прапора (1957)
- Почесний знак «За заслуги в розвитку фізичної культури та спорту» (2000)